# Vierge à l'Enfant de Trébrivan
La Vierge à l'Enfant de la Chapelle Saint-Abibon à Trébrivan, une commune du département des Côtes-d'Armor dans la région Bretagne en France, est une sculpture créée au XVIIe siècle. La Vierge à l'Enfant en bois polychrome est inscrite monument historique au titre d'objet le 24 mars 1976. 
La Vierge à l'Enfant se trouve aujourd'hui dans l'église paroissiale Notre-Dame-de-Pitié.    